# Mossy River (vattendrag i Kanada, Saskatchewan)
Mossy River är ett vattendrag i Kanada.   Det ligger i provinsen Saskatchewan, i den centrala delen av landet, 2 200 km väster om huvudstaden Ottawa.
I omgivningarna runt Mossy River växer i huvudsak barrskog. Trakten runt Mossy River är nära nog obefolkad, med mindre än två invånare per kvadratkilometer.